# Au bei Turnau
Au bei Turnau ist eine Ortschaft in der Gemeinde Turnau in der Steiermark (Österreich), sie gehört zur Katastralgemeinde Göriach. 2001 lebten 190 Einwohner im Ort. Während der ursprüngliche Name Au bei Aflenz lautete (und bis zur Schließung des Postamts im Jahr 2002 so am Poststempel verwendet wurde), wurde der Name des Ortes in den 1980er Jahren auf Grund der Lage in Au bei Turnau umbenannt. Daneben gibt es noch die Bezeichnung Au-Seewiesen, die am ehemaligen Bahnhofsgebäude angeschrieben war.

## Lage

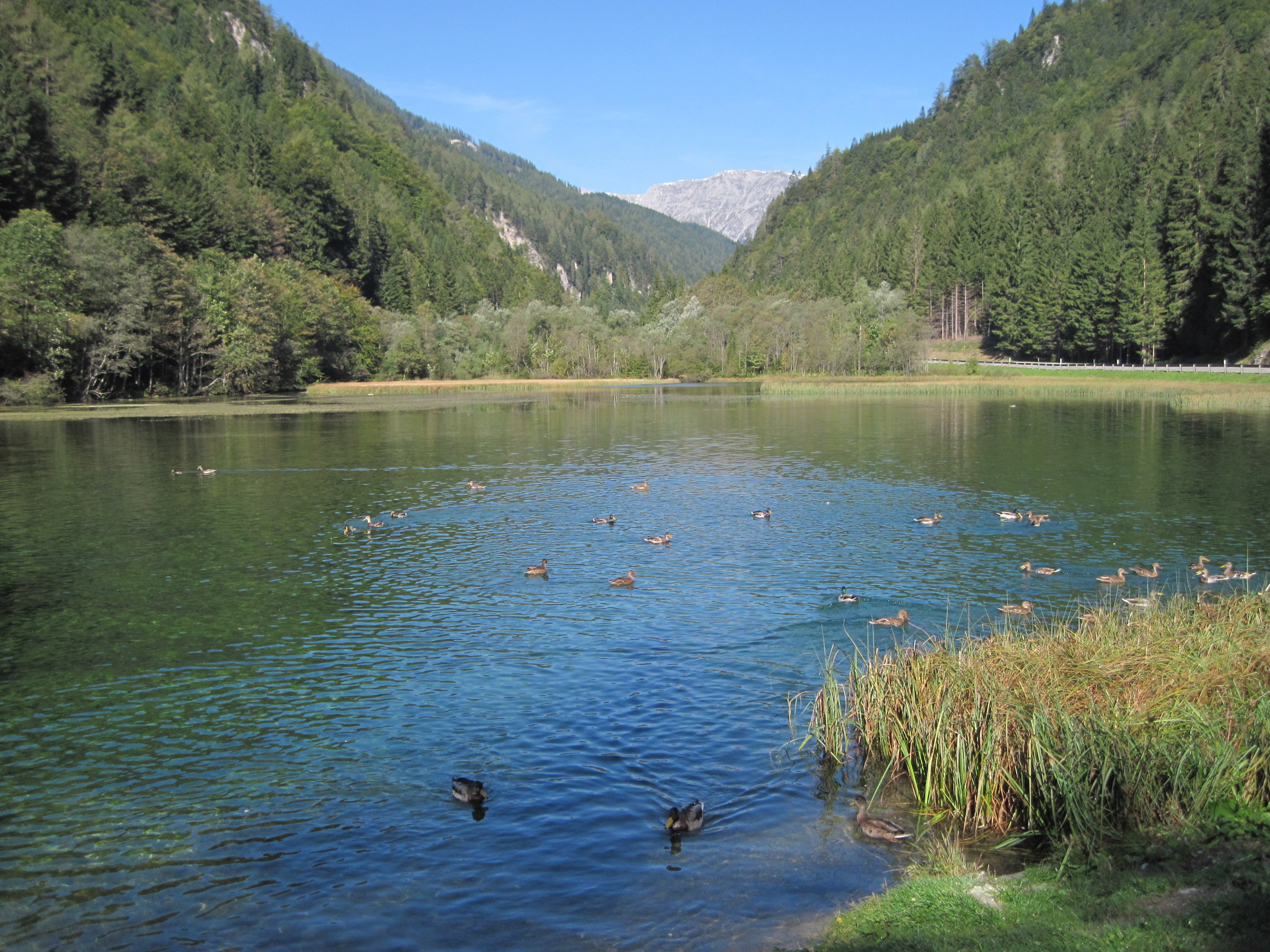
Grüner See bei Au

Au ist ein langzogenes Straßendorf in einem nord-südlich verlaufenden Taleinschnitt im Hochschwabgebiet, das an der Mariazeller Straße B20 auf dem Weg von Bruck an der Mur nach Mariazell (Obere Au, Oberau) und der Gemeindestraße nach Seebach (Untere Au, Unterau) liegt. Der Ortskern liegt dabei auf einer Seehöhe von 778 m ü. A. Im Westen wird es begrenzt durch den steilen Hang des Schießlings (1667 m ü. A.), im Osten durch den Ausläufer des Hochangers (1682 m ü. A.). Am nördlichen Ortsende findet sich der „Grüne See“, eine Aufstauung des Seebachs, der im etwa 6 km nördlich gelegenen nächsten Ort Seewiesen am Steirischen Seeberg entspringt. Im Süden weitet sich das Tal zum Aflenzer Becken.

## Geschichte

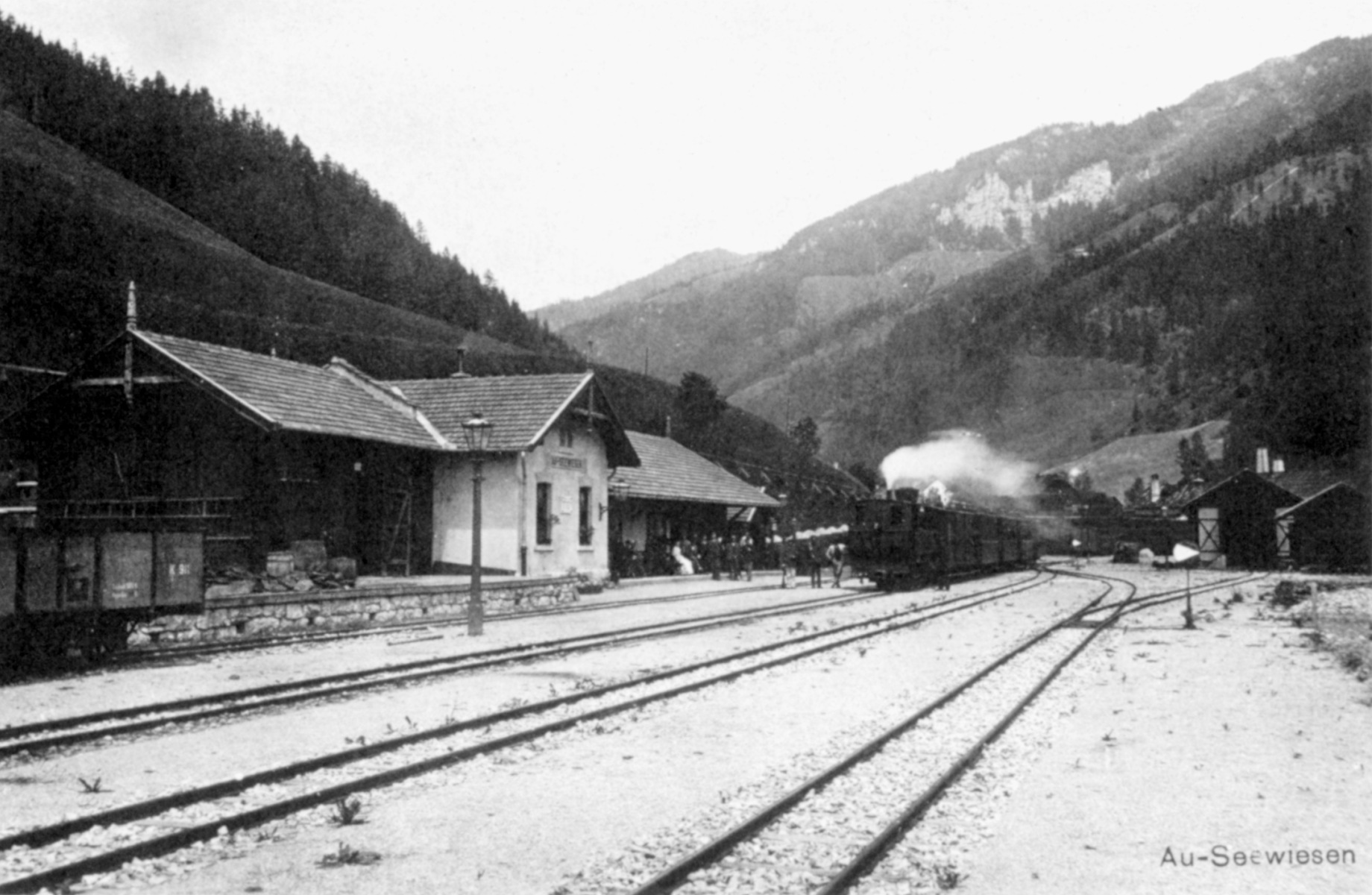
Bahnhof Au-Seewiesen um 1900

Neben der Landwirtschaft sind auf Grund der Lage an einem Bach, der zur Energiegewinnung genutzt wird, und der Erzgewinnung in der Umgebung, bereits im 15. Jahrhundert mehrere eisenverarbeitende Betriebe (Hämmer) in der Au schriftlich bezeugt.
Die Hochblüte der Industrialisierung war gegen Ende des 19. und Anfang des 20. Jahrhunderts. Im Bereich der heutigen Unterau bestand ab 1871 ein Braunkohlebergwerk, das nach vorübergehender Schließung Ende der 1920er-Jahre von 1945 bis zur endgültigen Schließung 1954 durch den Besitzer, die Fa. Böhler, Kapfenberg, wieder in Betrieb genommen wurde; ebenso eine Gipsmühle, bei der der in der Dullwitz bei Seewiesen (von überwiegend italienischen Arbeitskräften der k.u.k Monarchie) gebrochene Gips zu Gipspulver gemahlen wurde. Ein ehemaliges Hammerwerk blieb als eisenverarbeitender Betrieb im Besitz der Fa. Pengg bestehen, später wurden hier Wäschespitzen („Spitzenfabrik“) hergestellt.

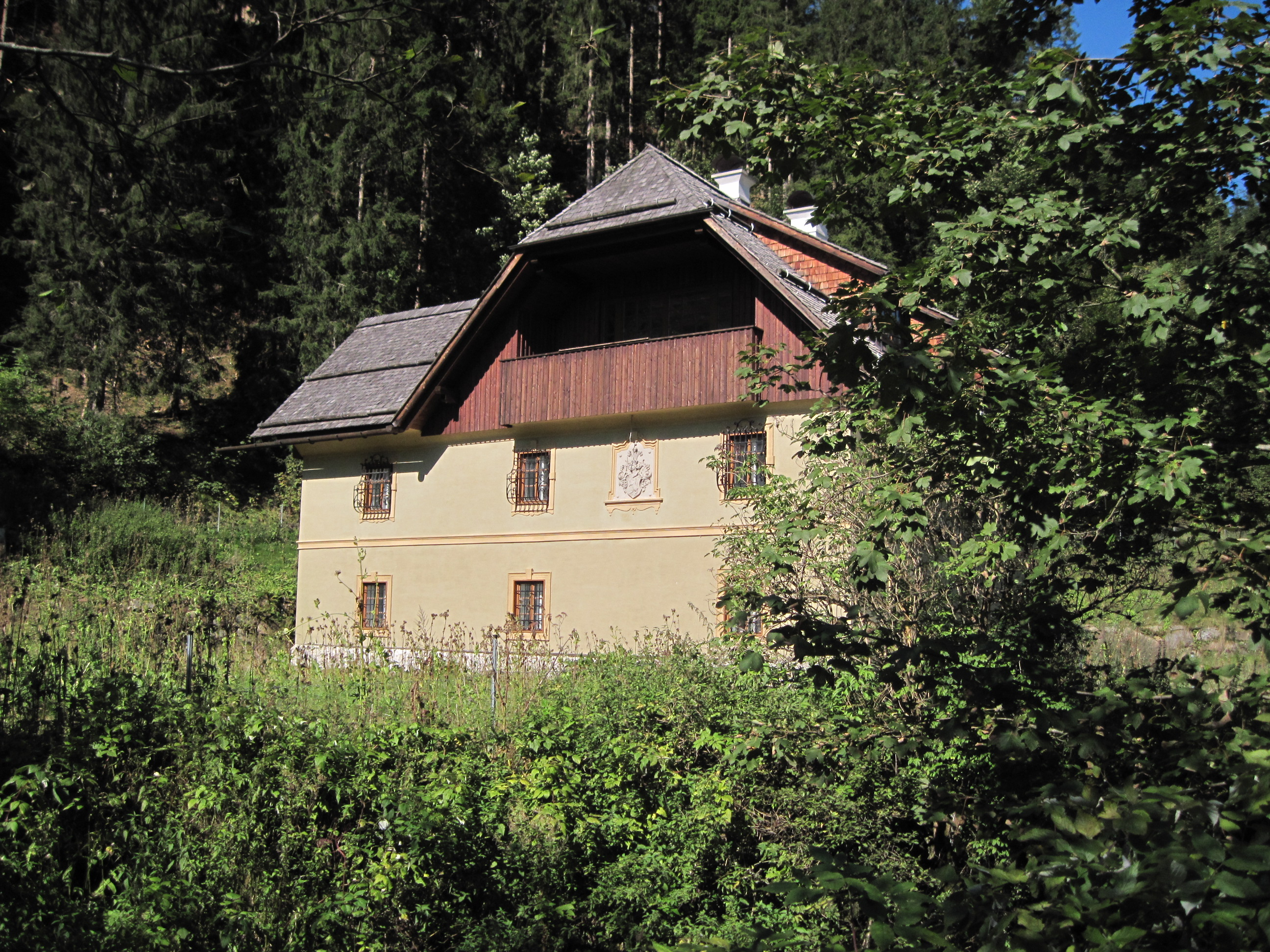
Gewerkenhaus in Au neben der ehemaligen „Spitzenfabrik“

Ebenso wurde 1893 die schmalspurige Landesbahn Kapfenberg – Au-Seewiesen (Thörlerbahn) eröffnet, deren Endstation in Au lag. Von hier wurde schon bald – als eine der ersten Strecken in der Steiermark – ein Postbusverkehr über den Seeberg nach Mariazell geführt. Der Personenverkehr wurde auf der Schmalspurbahn bis 1959 betrieben, der Streckenabschnitt von Seebach-Turnau nach Au-Seewiesen im Jahr 1964 komplett eingestellt.
1894 wurde auch ein eigenes Postamt Au bei Aflenz eröffnet, in den 1960er Jahren die Postleitzahl 8624 vergeben. Das Postamt wurde 2002 geschlossen.
Mit steigender Einwohnerzahl entstanden bald auch mehrere Gasthäuser („Gasthaus zur Post“, „Hotel zur neuen Post“, „Gasthaus zur Gemse“), von denen kaum mehr eines existiert.
Nach dem Niedergang der Industrie in der Zwischenkriegszeit folgte in den 1960er und 1970er Jahren nochmals ein Aufschwung als Fremdenverkehrsort mit zahlreichen Pensionen und Fremdenzimmern, wobei die Ortschaft als Ausgangspunkt für zahlreiche Bergwanderungen ins Hochschwabgebiet diente.
Heute handelt es sich bei Au bei Turnau praktisch um einen reinen Wohnort.